# Cnemarchus
Cnemarchus es un género de aves paseriformes de la familia Tyrannidae que agrupa a dos especies nativas de América del Sur, donde se distribuyen desde el norte de Colombia, a lo largo de la cordillera de los Andes, hasta el noroeste de Argentina y norte de Chile. El género era monotípico hasta que en el año 2020, la especie Cnemarchus rufipennis, antes colocada en el género también monotípico Polioxolmis fue transferida para el presente. A sus miembros se les conoce por el nombre común de birros.

## Etimología
El nombre genérico masculino «Cnemarchus» se compone de las palabras del griego «knēmos» que significa ‘ladera de la montaña’, y «arkhos» que significa ‘jefe, mandante’.

## Características
Los dos birros de este género miden entre 21 y 23 cm de longitud, de colores predominantes gris oscuro y rufo y comparten el mismo patrón de la cola. Son alargados y perchan erectos. Ambos emiten un silbido estridente. Son especialistas en matorrales y bosquecillos de alta montaña, donde habitan entre 2900 y 4400 m de altitud.

## Taxonomía
La especie antes denominada Polioxolmis rufipennis estuvo anteriormente colocada en el presente género y también en Xolmis, y después colocada en un género monotípico Polioxolmis con base en las evidencias morfológicas. Los estudios de Tello et al. (2009) confirmaron que era hermana de Cnemarchus erythropygius con quien comparte características de plumaje, de hábitat y vocalizaciones. Los estudios genéticos de Chesser at al. (2020) confirmaron y sugirieron la colocación de rufipennis en el presente. El Comité de Clasificación de Sudamérica (SACC) aprobó este cambio en la Propuesta No 885 de septiembre de 2020, por lo cual Polioxolmis se volvió un sinónimo del presente género.
Los amplios estudios genético-moleculares realizados por Tello et al. (2009) descubrieron una cantidad de relaciones novedosas dentro de la familia Tyrannidae que todavía no están reflejadas en la mayoría de las clasificaciones. Siguiendo estos estudios, Ohlson et al. (2013) propusieron dividir Tyrannidae en cinco familias. Según el ordenamiento propuesto, Cnemarchus permanece en Tyrannidae, en una subfamilia Fluvicolinae, en una nueva tribu Xolmiini junto a Agriornis, Lessonia, Muscisaxicola, Satrapa, Xolmis, Hymenops, Knipolegus, Neoxolmis y Myiotheretes.

## Lista de especies
Según las clasificaciones del Congreso Ornitológico Internacional (IOC) y Clements Checklist v.2021, el género agrupa a las siguientes especies con el respectivo nombre popular de acuerdo con la Sociedad Española de Ornitología (SEO):
| Imagen | Nombre científico        | Autor                | Nombre común    | Estado de conservación | Distribución |
| ------ | ------------------------ | -------------------- | --------------- | ---------------------- | ------------ |
|        | Cnemarchus erythropygius | (P.L. Sclater, 1853) | birro culirrojo | LC                     |              |
|        | Cnemarchus rufipennis    | (Taczanowski, 1874)  | birro alirrufo  | LC                     |              |